# Ren Bonian
Yi Ren (任 頤S, noto anche come Ren Bonian; 1840 – 1896) è stato un pittore cinese.
Figlio di un mercante di riso che arrotondava il suo reddito facendo ritratti, nacque nello Zhejiang, ma dopo la morte del padre sopraggiunta nel 1855 visse a Shanghai, avvicinandosi al pensiero occidentale. Divenne membro della Scuola di Shanghai che fondeva stili popolari e tradizionali. Assieme a Ren Xiong, Ren Xun e Ren Yu viene menzionato come uno dei "Quattro Ren".
Noto per le sue pennellate audaci e per l'uso del colore, inizialmente si ispirò ai pittori della Dinastia Song, ma in seguito favorì uno stile più libero influenzato dalle opere di Zhū Dā.